# Iván Bolado Palacios
Iván Bolado Palacios   (Santander, 3 de juliol de 1989) és un exfutbolista càntabre, que ocupava la posició de davanter.

## Carrera de club
Nascut a Santander, Cantàbria, Bolado va fer el seu debut professional amb el primer equip del club natal Racing de Santander la 2007–08 i va marcar tres gols a la Lliga durant la temporada, un d'ells en els últims minuts de la darrera jornada, quan l'equip va derrotar el CA Osasuna per 1-0 a casa per assegurar-se la primera Copa de la UEFA classificació a la UEFA Cup. El seu debut a La Liga va arribar el 26 d'agost de 2007, en un empat a casa 0-0 contra el FC Barcelona.
L'agost de 2008, Bolado va ser cedit per una temporada al club de segona divisió Elx CF, amb una clàusula que permetia el seu retorn al Racing en el període de traspàs de gener si se li demana. Va tornar a la Cantàbrians el juny de 2009, passant la gran majoria de la [[campanya 2009-10 al marge, amb una greu lesió al genoll que va patir en pretemporada.

En un dels seus primers partits al seu retorn a l'acció, Bolado va anotar dues vegades, una vegada amb una kick kick, però Racing va perdre 3–4 a l'Athletic Club el 29 de març de 2010. A 2010–11, prohibit per Ariel Nahuelpan i Markus Rosenberg (i Giovani dos Santos) a partir de gener de 2011), només va poder participar en 19 partits (set titulars, 728 minuts d'acció, un gol, de nou contra els bascos]] i en una altra derrota fora de casa (1–). 2)).
Al febrer de 2012, després de començar amb l'FC Cartagena al segon nivell, Bolado es va traslladar a Bulgària i va signar amb el PFC CSKA Sofia. Només en el seu primer partit, una derrota per 0–2 fora de casa contra el PSFC Chernomorets Burgas, es va trencar els lligaments del genoll i es va perdre la resta de la temporada.
Bolado s'havia recuperat completament de la seva lesió a mitjans de setembre de 2012. El març de 2014 va tornar al seu país de naixement, unint-se al Real Avilés procedent de la Segona Divisió B.
L'estiu de 2014, Bolado es va unir a l'FC Pune City a la recentment creada Indian Super League.
Ha estat internacional amb les categories inferiors de la selecció espanyola. Amb la sub-20 va guanyar la medalla d'or als Jocs de la Mediterrània del 2009.